# Les Privilèges de foires de Lyon

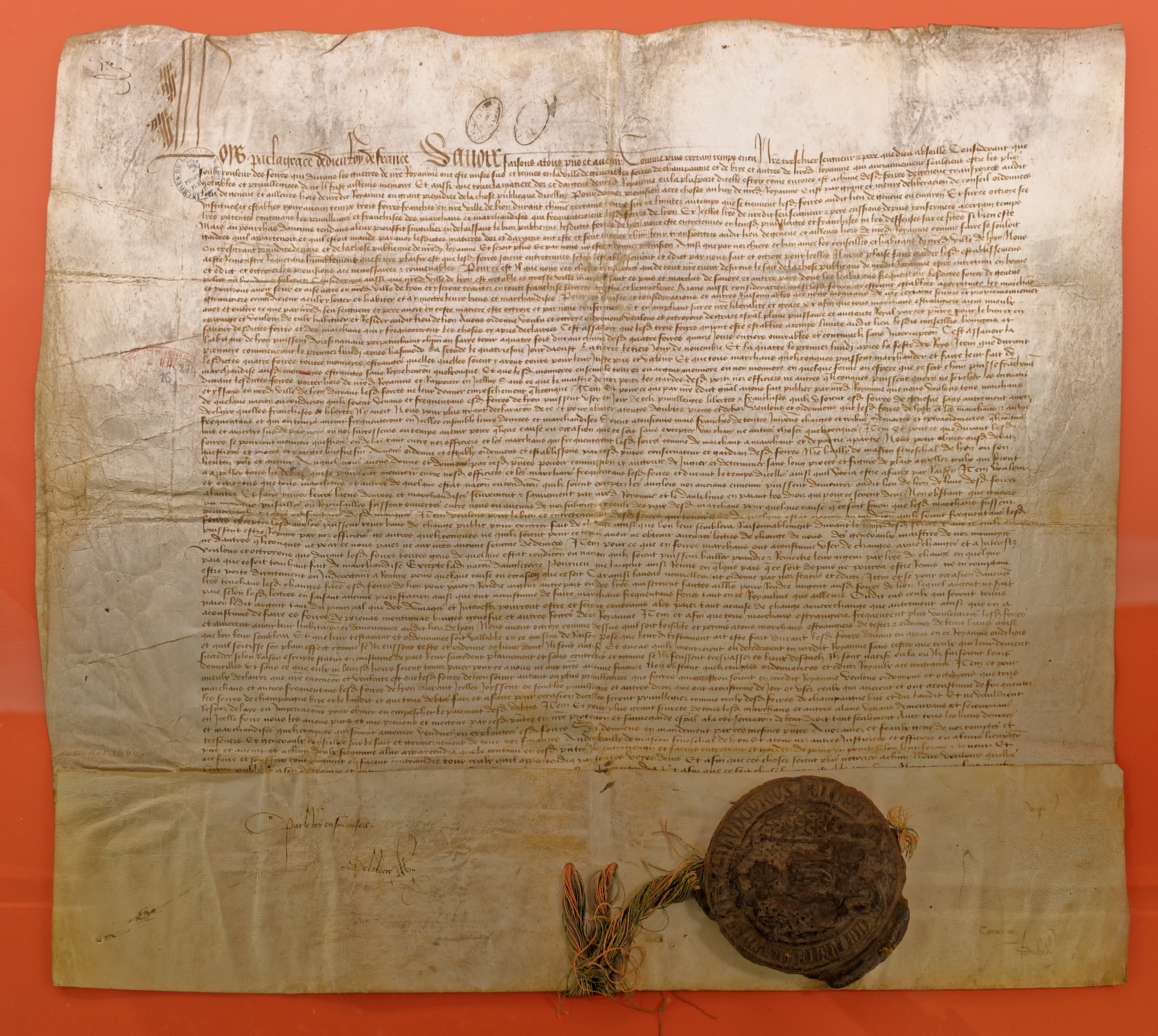
Exemplaire original, présenté au musée des beaux-arts de Lyon en 2015, lors de l'exposition Lyon Renaissance. Arts et humanisme.

Les Privilèges de foires de Lyon est un parchemin et un placard réalisé en juillet 1494, par la ville de Lyon, qui décrète, avec l'autorité du roi Charles VIII, la tenue de quatre foires de 15 jours par an à Lyon. C'est un parchemin qui a vocation à être affiché sur l'espace public. Il est rédigé en français. 
Il comporte huit articles, qui définissent notamment que les étrangers ne peuvent voyager en France, sauf les Anglais, sans livres de commerce ou documents particuliers. Il définit également que les marchandises de ces étrangers ne sont pas taxées aux frontières mais à Lyon et à Valence. Enfin le document autorise l'utilisation de monnaies étrangères mais surtout de lettres de change.

## Histoire du document
Il aurait été dégradé durant la révolution en 1789. Le parchemin est déposé aux archives municipales de Lyon à une date inconnue. Le document est ensuite remis au musée Gadagne en 1926.